# Stenoptilodes sematodactyla
Stenoptilodes sematodactyla là một loài bướm đêm thuộc họ Pterophoridae. Nó được tìm thấy ở Argentina.
Sải cánh dài 18–22 mm. Con trưởng thành bay vào tháng 12.
Ấu trùng ăn các loài a Mentha.